# Московская областная дума 4 созыва
Московская областная дума 4 созыва — заседает с 28 марта 2007 года по декабрь 2011 года (изначально март 2012 года).
Председатель: Валерий Аксаков (с 28 марта 2007), «Единая Россия».
Первый заместитель: Сергей Юдаков (до избрания депутатом — заместитель министра Правительства Московской области — руководителя аппарата Правительства Московской области).
Заместители:
- Виктор Егерев (с декабря 2001 по октябрь 2010)
  - Михаил Воронцов (назначен в октябре 2010 года, ранее — председатель Комитета по аграрной политике, землепользованию, природным ресурсам и экологии).
- Иван Жуков (руководитель фракции «Единая Россия», ранее депутат Московской областной Думы 2 созыва (1997—2001) и 3 созыва (2001—2007)).
- Валентин Куликов (ранее депутат Московской областной Думы 3 созыва (2001—2007)).
- Владимир Алексеев (ранее депутат Московской областной Думы 1 созыва (1993—1997), 2 созыва (1997—2001) и 3 созыва (2001—2007)).

## Выборы
В соответствии с принятым в октябре 2006 года новым областным избирательным законом, выборы всех 50 депутатов Мособлдумы прошли по партийным спискам. Ранее депутаты Мособлдумы избирались по мажоритарной системе в территориальных округах.
Это первые выборы, на которых барьер для партий, проходящих в Думу по партийным спискам, повышен с 5 % до 7 % голосов избирателей. Для регистрации списка всем партиям, кроме представленных в Государственной думе, было необходимо собрать подписи 1 % избирателей, то есть около 55 тыс. человек. В качестве альтернативы Госдума могла внести залог в размере 10 процентов от верхнего предела избирательного фонда. Максимальный размер избирательного фонда для партий установлен в 150 млн рублей.
Избирательная кампания началась 2 декабря 2006 года.
Выборы состоялись в единый день голосования 11 марта 2007 года. Согласно официальным данным Мособлизбиркома итоги голосования следующие:
1. Единая Россия — 49,57 %
2. КПРФ — 18,61 %
3. Справедливая Россия — 8,86 %
4. Союз правых сил — 6,90 %
5. ЛДПР — 6,81 %
6. Яблоко — 4,09 %
7. Патриоты России — 2,05 %

ЛДПР и Союз правых сил, у которых для прохождения в МособлДуму не хватило десятых долей процента, заявили о фальсификации выборов. Однако доказать ничего не смогли, что выборы в Московскую областную Думу в 2007 году были фальсифицированы.
Таким образом, в думу в 2007 году прошли только три партии, при этом каждая из них за счет не прошедших партий получили дополнительные мандаты:
- «Единая Россия» — 33 мандата 66 %;
- КПРФ — 12 мандатов 24 %;
- «Справедливая Россия» — 5 мандатов 10 %.

## Состав
33 депутата состоят во фракции «Единая Россия», 12 — во фракции КПРФ, 5 — во фракции «Справедливая Россия»

### Фракция «Единая Россия»
1. Аксаков, Валерий Евгеньевич (председатель)
2. Алексеев, Владимир Константинович
3. Андронов, Вадим Вадимович
4. Аристархов, Владимир Владимирович
5. Воронцов, Михаил Яковлевич
6. Гордеев, Вячеслав Михайлович
7. Громов, Николай Иванович
8. Грудинин, Павел Николаевич
9. Демешкан, Владимир Семёнович — сложил полномочия в июле 2009 года (в связи с назначением первым заместителем министра — и. о. министра по делам территориальных образований Московской области). 24 июля мандат передан Баришевскому Евгению Васильевичу
10. Дёмин, Сергей Владимирович — сын Главы Раменского района Московской области.
11. Дупак, Василий Яковлевич (курирует городские округа Лыткарино, Жуковский, Дзержинский, Котельники). Под арестом до 15 марта 2010 года[6].
12. Дупак, Владимир Владимирович
13. Ефимов, Петр Сергеевич
14. Жуков, Иван Николаевич — руководитель фракции[7]
15. Зверев, Валентин Иванович
16. Звягин, Алексей Георгиевич
17. Кабанова, Валентина Викторовна
18. Князев, Сергей Николаевич
19. Козлов, Николай Данилович
20. Колмаков, Валерий Агафонович
21. Кухаренко, Александр Александрович
22. Лазутина Лариса Евгеньевна (избирательный округ № 25, город Одинцово)
23. Мурашов, Александр Ефимович
24. Поликарпов, Владимир Алексеевич
25. Савин, Владимир Николаевич
26. Толкачёва, Лариса Ивановна (избирательный округ № 37, Ивантеевка)
27. Уткина, Галина Сергеевна
28. Фатеев, Сергей Анатольевич
29. Чаплин, Никита Юрьевич[8]
30. Черкасов, Николай Иванович
31. Шуленин, Вячеслав Вячеславович[9]
32. Шаров, Александр Николаевич
33. Юдаков, Сергей Викторович[10]

### ФракцияКПРФ
1. Авдеев, Михаил Юрьевич
2. Аниканов, Александр Николаевич
3. Васильев, Николай Иванович — руководитель фракции
4. Вердиханов, Шахбала Вейселович
5. Еремейцева, Наталья Николаевна
6. Крыканов, Илья Вячеславович
7. Кузьмичев, Константин Павлович
8. Куликов, Валентин Петрович
9. Лыков, Павел Егорович
10. Наумов, Александр Анатольевич
11. Приймак, Олег Анатольевич[11]
12. Черемисов, Константин Николаевич

### Фракция «Справедливая Россия»
1. Жигарев, Сергей Александрович[12]
2. Иванчин-Писарев, Александр Александрович — умер 25.06.2009; 8.07.2009 мандат передан следующему по списку кандидату Букину Владимиру Николаевичу
3. Кравченко, Сергей Анатольевич
4. Романович, Александр Леонидович — руководитель фракции с мая 2008 года
5. Чарышкин, Иван Васильевич

### Изменения состава
В ноябре 2010 года заместитель председателя Виктор Егерев был назначен заместителем председателя Правительства Московской области, вместо Сергея Кошмана, который был избран главой Ленинского района, в связи с уходом экс-главы района Васлия Голубева на должность губернатора Ростовской области. Освободившуюся в думе должность заместителя председателя занял депутат Михаил Воронцов. А вакантный мандат депутата был передан Вячеславу Шуленину — зарегистрированному кандидату из единого списка кандидатов, выдвинутого Московским областным региональным отделением «Единой России».
В соответствии с Законом Московской области «О выборах депутатов Московской областной Думы» Избирательная комиссия Московской области 15 ноября 2010 года приняла решение зарегистрировать депутата Московской областной Думы Вячеслава Шуленина и выдать ему удостоверение об избрании. Последнее место работы Вячеслава Шуленина — Московская городская избирательная комиссия.

## Деятельность
28 мая 2009 года Мособлдумой принято решение об изменении устава Московской области. Приняты изменения в устав Московской области, которые позволяют, чтобы был не один, а несколько вице-губернаторов.
В марте 2011 года депутаты Московской областной думы перенесли выборы в областную думу 5 созыва с марта 2012 года на декабрь 2011 года, чтобы совместить их с выборами в Государственную думу. При этом сократился срок полномочий депутатов действующего созыва.
28 апреля 2011 года приняли решение о том, что выборы следующего созыва подмосковного парламента в декабре 2011 года пройдут по смешанной системе. Депутаты приняли необходимые поправки к уставу области. Половину из 50 депутатских мандатов распределят между собой партии, а другую половину — кандидаты-одномандатники. За возврат к смешанной системе выступила фракция «Единой России». Две другие фракции думы — КПРФ и «Справедливая Россия» — за неделю до голосования выступили с заявлением против перехода на смешанную систему, от которой область отказалась в 2006 году.
7 декабря 2011 года депутаты утвердили соглашение о расширении границ Москвы за счёт перераспределения территорий с Московской областью. Территория Московской области уменьшится на 160 тысяч гектаров, в основном это земли на юго-западе Подмосковья с выходом на границу с Калужской областью. Соглашение предусматривает включение в состав Москвы 21 муниципального образования, в том числе двух городских округов (в состав Москвы войдут города Троицк и Щербинка), 19 городских и сельских поселений на юго-западном направлении, а также 3 незаселённых участков территории на западе от Москвы.